# Sunna Davíðsdóttir
Sunna Davíðsdóttir (Reikiavik, 21 de junio de 1985) es una artista marcial mixta islandesa que ha competido en la división de peso paja, llegando a luchar con Invicta Fighting Championships.

## Carrera de artes marciales mixtas
Antes de su debut profesional, Davíðsdóttir participó en los Campeonatos de Europa de la IMMAF de 2015, compitiendo en peso mosca. Ganó la medalla de oro, imponiéndose por decisión dividida a Ilaria Norcia en cuartos de final y logrando victorias por TKO sobre Michaela Dostalova y Anja Saxmark en semifinales y final, respectivamente.
Davíðsdóttir tenía previsto debutar profesionalmente el 23 de septiembre de 2016 contra Ashley Greenway en Invicta FC 19: Maia vs. Modafferi. Davíðsdóttir ganó el combate por decisión unánime.
Davíðsdóttir estaba programada para hacer su segunda aparición con Invicta contra la estadounidense Mallory Martin en Invicta FC 22: Evinger vs. Kunitskaya II. Davíðsdóttir ganó el combate por decisión unánime. El combate recibió posteriormente los honores de "Pelea de la Noche".
Estaba previsto que Davíðsdóttir luchara contra Kelly D'Angelo en Invicta FC 24: Dudieva vs. Borella, en el debut de esta última en Invicta. Davíðsdóttir ganó el combate por decisión unánime. El combate volvió a recibir el galardón de "Pelea de la noche".
Davíðsdóttir regresó tras dos años de ausencia para participar en el torneo Invicta FC Phoenix Series 1. Estaba previsto que se enfrentara a la estadounidense Kailin Curran en las semifinales del torneo. Davíðsdóttir perdió el combate por decisión dividida.

## Récord en artes marciales mixtas

### Profesional
| Resultado | Récord | Oponente        | Método             | Evento                                   | Fecha                    | Ronda | Tiempo | Localización |
| --------- | ------ | --------------- | ------------------ | ---------------------------------------- | ------------------------ | ----- | ------ | ------------ |
| Derrota   | 3–1    | Kailin Curran   | Decisión (split)   | Invicta Phoenix Series 1                 | 3 de mayo de 2019        | 1     | 5:00   | Kansas City  |
| Victoria  | 3–0    | Kelly D'Angelo  | Decisión (unánime) | Invicta FC 24: Dudieva vs. Borella       | 15 de julio de 2017      | 3     | 5:00   | Kansas City  |
| Victoria  | 2–0    | Mallory Martin  | Decisión (unánime) | Invicta FC 22: Evinger vs. Kunitskaya II | 25 de marzo de 2017      | 3     | 5:00   | Kansas City  |
| Victoria  | 1–0    | Ashley Greenway | Decisión (unánime) | Invicta FC 19: Maia vs. Modafferi        | 23 de septiembre de 2016 | 3     | 5:00   | Kansas City  |

### Amateur
| Resultado | Récord | Oponente           | Método                 | Evento                                 | Fecha                    | Ronda | Tiempo | Localización  |
| --------- | ------ | ------------------ | ---------------------- | -------------------------------------- | ------------------------ | ----- | ------ | ------------- |
| Victoria  | 4–1    | Anja Saxmark       | TKO (ground and pound) | 2015 IMMAF European Open Championships | 22 de noviembre de 2015  | 2     | 2:32   | Wolverhampton |
| Victoria  | 3–1    | Michaela Dostalova | TKO (ground and pound) | 2015 IMMAF European Open Championships | 21 de noviembre de 2015  | 1     | 2:48   | Wolverhampton |
| Victoria  | 2–1    | Ilaria Norcia      | Decisión (split)       | 2015 IMMAF European Open Championships | 20 de noviembre de 2015  | 3     | 3:00   | Wolverhampton |
| Victoria  | 1–1    | Ilaria Norcia      | TKO (knee injury)      | Headhunters Fighting Championship      | 2 de mayo de 2015        | 3     | N/A    | Larbert       |
| Derrota   | 0–1    | Kailin Curran      | Decisión (unánime)     | Euro Fight Night                       | 14 de septiembre de 2013 | 3     | 3:00   | Dublín        |